# Kościół Matki Bożej Królowej Polski w Warszawie
Kościół parafialny Matki Bożej Królowej Polski – zabytkowy kościół znajdujący się w warszawskiej dzielnicy Żoliborz, na Marymoncie, wzniesiony w XVII wieku jako letnia rezydencja królowej Marii Kazimiery. Kościół parafialny parafii Matki Bożej Królowej Polski.

## Opis

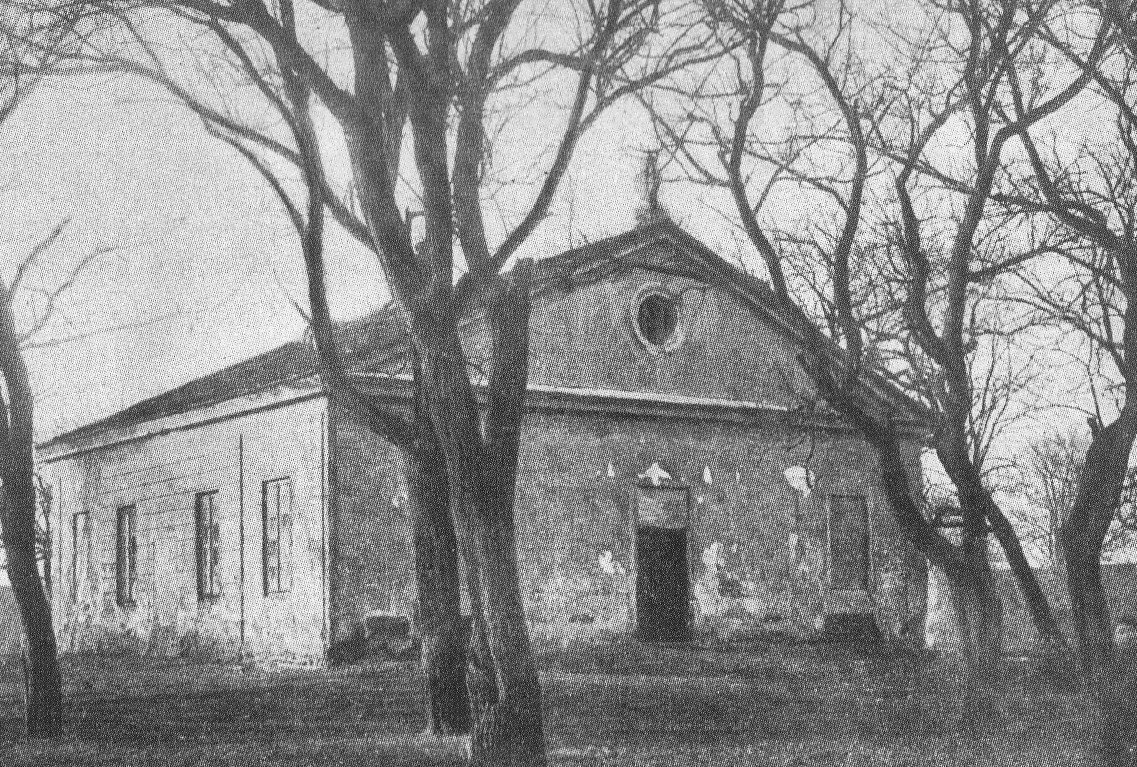
Kaplica przed przebudową na kościół, 1916

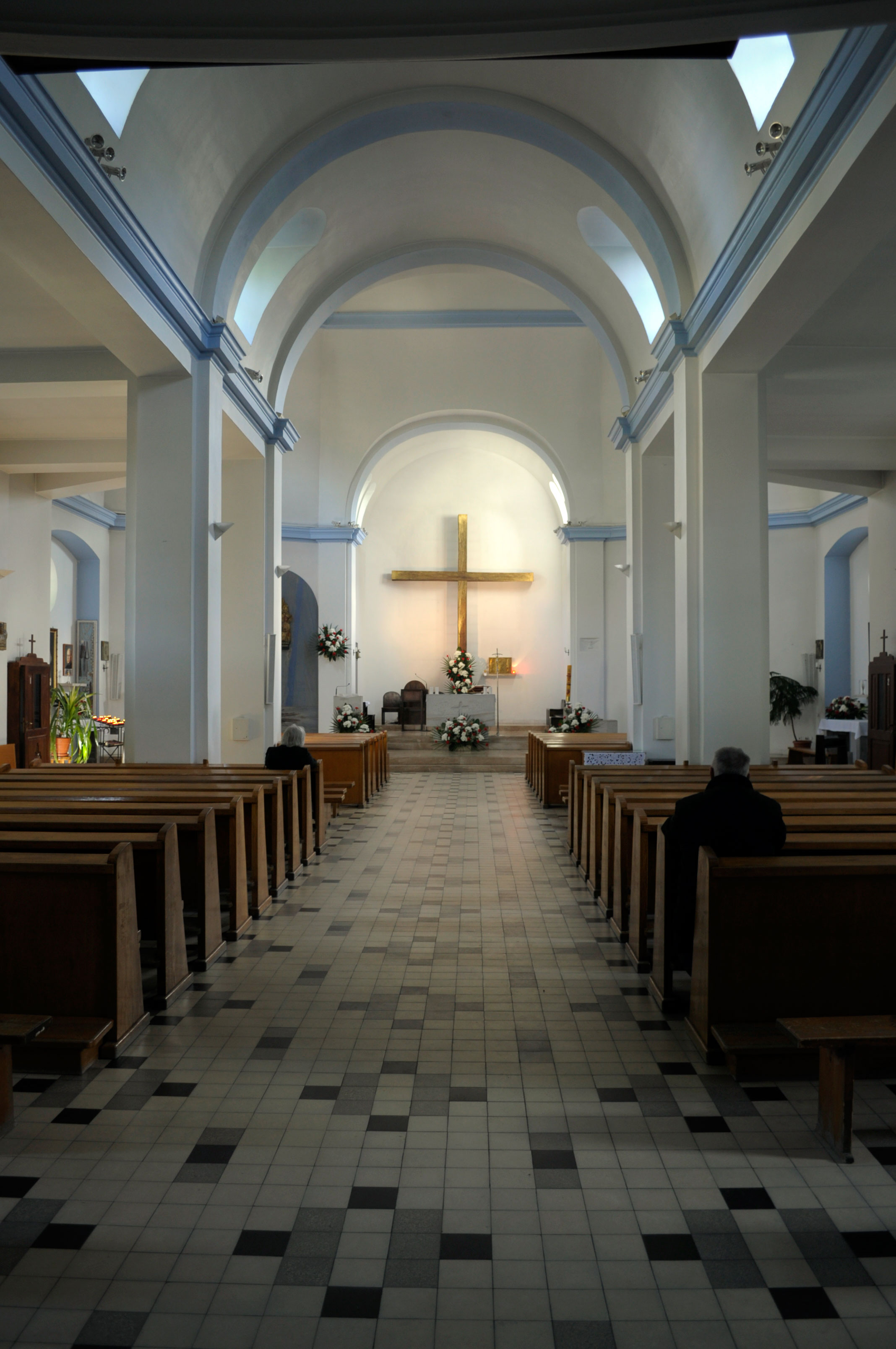
Wnętrze świątyni

Król Jan III Sobieski polecił architektowi Tylmanowi z Gameren zbudowanie tu niewielkiego pałacu na wzgórzu, którego budowa trwała w latach 1692–1695. Pałac wzniesiony w miejscu poprzedniego dworu zbudowany był na planie kwadratu z kilkoma pomieszczeniami na parterze, salą (piano nobile) w kształcie krzyża na piętrze i dachem namiotowym z ozdobną banią. Wszystkie elewacje pałacyku zostały jednakowo ukształtowane za pomocą ram i pseudopilastrów. Pałacyk, służący wyłącznie prywatnemu życiu rodziny królewskiej, pełnił zarazem funkcję pawilonu myśliwskiego Jana III. Samo miejsce otrzymało nową nazwę: spolszczona wersja francuskiego Marie Mont (‘Góra Marii’) – czyli „Marymont”.
W 1720 pałac kupił król August II i przebudował na willę myśliwską, następnie założył przy niej zwierzyniec i ogród ozdobny, który w 1763 stał się parkiem publicznym. Posiadłość w dzierżawie posiadali najpierw poseł angielski Wrought, a następnie marszałek koronny Franciszek Rzewuski. W 1796 posiadłość zakupił rząd pruski, a potem stał się własnością skarbu Królestwa Polskiego.
W 1816 utworzono tu Szkołę Agronomiczną, która otwarła swoje podwoje dla uczniów w 1820 jako Instytut Agronomiczny. Na parterze pałacyku powstała wtedy kaplica, a na piętrze – gabinety. W 1862 szkoła przeniesiona została przez władze carskie do Puław, do nowo utworzonego Instytutu Politechnicznego i Rolniczo-Leśnego, a opuszczone budynki na Marymoncie przejęte zostały przez wojsko z przeznaczeniem na koszary. W 1915 budynki te, jak i całą Warszawę opuściły oddziały rosyjskie – w budynkach powstało schronisko dla nieuleczalnie chorych pod wezwaniem św. Józefa, w zrujnowanym pałacu zaś 2 lutego 1916 księża marianie ponownie urządzili kaplicę.
W 1924 kaplicę gruntownie przebudowano w stylu eklektycznym według projektu ppłk Henrycha i w tym samym roku poświęcił ją biskup polowy WP Stanisław Gall. W latach 1928–1930 dobudowano dwa wejścia boczne oraz uporządkowano sprawy własnościowe.
Kościół ucierpiał w czasie II wojny światowej – uszkodzeniu uległo m.in. sklepienie nad prezbiterium kościoła. W latach 1956–1959 trwały prace projektowo-budowlane nad rozbudową kaplicy, uwieńczone nadaniem praw kościoła parafialnego w kwietniu 1959 przez ks. prymasa Stefana Wyszyńskiego. W 1960 powiększono kościół według projektu Brunona Zborowskiego w kierunku zachodnim i nadbudowano wejście, przez co powstał w ten sposób kościół trzynawowy z transeptem i łukowym prezbiterium. W 1965 roku świątynia została wpisana do rejestru zabytków.
Konsekracji kościoła i powołania parafii pod wezwaniem Matki Bożej Królowej Polski dokonał 11 października 1966 Ks. Kard. Stefan Wyszyński. Oprócz licznych elementów wyposażenia z XIX i XX wieku zasługuje na uwagę relikwiarz św. Cecylii z połowy XVIII wieku. W połowie lat 70. XX w. dodano 21-głosowe organy.
Podczas rozpoczętych w 2016 roku prac archeologicznych, podczas adaptacji pomieszczeń sutereny kaplicy na salę parafialną natrafiono na południowo-wschodni narożnik muru oporowego prostokątnego tarasu-platformy, na którym w XVII wieku znajdował się pałacyk królowej Marii Kazimiery. 